# Waldron (Arkansas)
Waldron – miasto w Stanach Zjednoczonych, w stanie Arkansas, w hrabstwie Scott.